# Über ein vermeintes Recht aus Menschenliebe zu lügen
Über ein vermeintes Recht aus Menschenliebe zu lügen ist ein kurzer Aufsatz von Immanuel Kant aus dem Jahr 1797, in dem er die Auffassung vertrat, dass es selbst bei Gefahr für Leib und Leben kein Recht auf eine Lüge („Notlüge“) gibt.

## Inhalt
Der Aufsatz ist eine Replik auf Benjamin Constant. Dieser hatte in einem Abschnitt seiner Schrift Von den politischen Gegenwirkungen, der als „Sechstes Stück, Nr. I“ in der Anthologie Frankreich im Jahr 1797 erschien, folgende Auffassung vertreten:
„Der sittliche Grundsatz: es sei eine Pflicht, die Wahrheit zu sagen, würde, wenn man ihn unbedingt und vereinzelt nähme, jede Gesellschaft zur Unmöglichkeit machen. Den Beweis davon haben wir in den sehr unmittelbaren Folgerungen, die ein deutscher Philosoph aus diesem Grundsatze gezogen hat, der so weit geht zu behaupten: daß die Lüge gegen einen Mörder, der uns fragte, ob unser von ihm verfolgter Freund sich nicht in unser Haus geflüchtet, ein Verbrechen sein würde.“ ()
Constant hatte ebd. S. 124 folgendermaßen argumentiert: „Es ist eine Pflicht, die Wahrheit zu sagen. Der Begriff von Pflicht ist unzertrennbar von dem Begriff des Rechts. Eine Pflicht ist, was bei einem Wesen den Rechten eines anderen entspricht. Da, wo es keine Rechte gibt, gibt es keine Pflichten. Die Wahrheit zu sagen, ist also eine Pflicht; aber nur gegen denjenigen, welcher ein Recht auf die Wahrheit hat. Kein Mensch aber hat Recht auf eine Wahrheit, die anderen schadet.“
Kant bezog dieser Passage auf seine eigene Position und stellt ihr daher seine These entgegen: „Die Lüge also, bloß als vorsätzlich unwahre Deklaration gegen einen andern Menschen definiert, bedarf nicht des Zusatzes, daß sie einem anderen schaden müsse; wie die Juristen es zu ihrer Definition verlangen (mendacium est falsiloquium in praeiudicium alterius.) Denn sie schadet jederzeit einem anderen, wenn gleich nicht einem andern Menschen, doch der Menschheit überhaupt, indem sie die Rechtsquelle unbrauchbar macht.“
Zunächst verweist Kant auf den Unterschied von Wahrheit als erkenntnistheoretischem Begriff und Wahrhaftigkeit (Ehrlichkeit). Eine Pflicht zur Aussage einer objektiven Wahrheit kann es nicht geben, aber eine Pflicht, auf das, was man jeweils selbst für wahr hält.: „Weil Wahrhaftigkeit eine Pflicht ist, die als die Basis aller auf Vertrag zu gründenden Pflichten angesehn werden muß, deren Gesetz, wenn man ihr auch nur die geringste Ausnahme einräumt, schwankend und unnütz gemacht wird“, kam Kant zu dem Schluss: „Es ist also ein heiliges, unbedingt gebietendes, durch keine Konvenienzen einzuschränkendes Vernunftgebot; in allen Erklärungen wahrhaft (ehrlich) zu sein.“ Kant besteht dennoch darauf, dass es sich hier um eine Rechtspflicht, nicht um eine Tugendpflicht handelt: Jede Lüge, so Kant, auch wenn sie niemandem im Besonderen schadet, verletzt eine Pflicht, die jeder jederzeit allen anderen gegenüber hat.
Grundlage für diese Auffassung ist die in der Grundlegung zur Metaphysik der Sitten entwickelte Pflichtethik Kants, die ihn zum Kategorischen Imperativ führt. Eine Lüge beeinträchtigt immer den Wert der Wahrhaftigkeit, und damit die Möglichkeit, bindende Absprachen zu treffen, die für ein Zusammenleben der Menschen nötig ist. Kant wandte sich damit gegen ethische Auffassungen, die die Zweckrationalität, also den Nutzen zum Kriterium für den Wert einer Handlung machen (Ziel-Utilitarismus oder Konsequentialismus). Die Pflicht zur Wahrhaftigkeit ist hingegen eine unbedingte Pflicht, weil das Vertrauen auf Versprechen einer der Grundsätze ist, die die menschliche Gesellschaft zusammenhalten.
Im rechtlichen Bereich ist eine Lüge nur strafbar, wenn die Falschrede in betrügerischer Absicht (falsiloquium dolosum) erfolgt. In weiterer Hinsicht ist die Lüge ein Verstoß gegen eine Tugendpflicht, die jeder gegen sich selbst hat. Kant behandelt die Frage als Rechtsproblem um die persönliche Haltung zu einer spezifischen Lüge, bei der subjektiv eine Güterabwägung zur Wahrhaftigkeit als Tugend erfolgen könnte, aus. Für ihn kann es kein Recht auf Lüge geben. Das Verbot der Lüge, die Pflicht zur Wahrhaftigkeit, gilt nach Kant allgemein, weil sonst die Grundlage jeder Gemeinschaft und damit sogar die Möglichkeit des kategorischen Imperativs, und damit die Fähigkeit des Menschen, sich pflichtgemäß zu verhalten, formal aufgehoben ist. Wann gelogen werden darf, würde dann nach subjektiven Maßstäben bestimmt werden. Wer diesem Prinzip folgt, schließt sich a priori von der Gemeinschaft aus. Deshalb kann auch kein Gesetz den Menschen zum Lügen zwingen.

## Rezeption
Für den Aufsatz gilt alle Kritik, die sich gegen Kants Moralphilosophie überhaupt richtet, wie die These einer Leerformel von Hegel. Ähnlich die Feststellung von Adorno und Horkheimer in der Dialektik der Aufklärung: „Die reine Vernunft wurde zur Unvernunft, zur fehler- und inhaltslosen Verfahrensweise.“
Aber auch gegen das absolute Lügenverbot findet sich eine breite Front der Kritik. Schon früh kritisierte Schopenhauer: „Die, auf Kants Veranlassung, in manchen Kompendien gegebenen Ableitungen der Unrechtmäßigkeit der Lüge aus dem Sprachvermögen des Menschen sind so platt, kindisch und abgeschmackt, dass man, nur um ihnen Hohn zu sprechen, versucht werden könnte, sich dem Teufel in die Arme zu werfen und mit Talleyrand zu sagen: ‚Der Mensch hat die Sprache erhalten, um seine Gedanken verbergen zu können‘.“ Allgemein wird Kant Rigorismus vorgeworfen, weil er zugunsten des Prinzips des Kategorischen Imperativs die Möglichkeit der Lösung eines Interessenkonflikts hintanstellte. Eine bekannte Kritik ist die von Ernst Tugendhat, der vorschlägt, einen Wertekonflikt, der auf der Entgegensetzung zweier unterschiedlicher Maximen beruht, zu lösen, indem man in einem Zwischenschritt eine neue Maxime entwickelt, die beiden Werten (dem Schutz des Lebens ebenso wie dem Gebot der Wahrhaftigkeit) Rechnung trägt. Genau diesen Weg ist Kant aber nicht gegangen. Tugendhat stellt fest: „Kant selbst hat das genannte Beispiel freilich gerade umgekehrt entschieden, mit einer sehr merkwürdigen Argumentation. Der prinzipielle Grund, warum für Kant Pflichtenkollisionen kaum eine Rolle spielten, war die Annahme, dass negative Pflichten [etwas nicht zu tun] immer vor positiven Pflichten [etwas zu tun] einen Vorrang haben. Auf diese Weise kann, außer innerhalb konfligierender positiver Pflichten, keine Kollision entstehen, da die negative Pflicht immer auch schon erfüllt ist, wenn die Person nichts tut. Zwischen negativen Pflichten können daher keine Kollisionen auftreten, und jede Kollision zwischen einer negativen und einer positiven Pflicht ist für Kant schon zugunsten der negativen entschieden.“
Gerhard Schönrich verweist zugunsten Kants darauf, dass dieser in seinem Aufsatz durchaus nicht einer reinen Gesinnungsethik folgt, sondern ebenso die Frage der Folgen der Handlung diskutiert. Kritiker, die das übergehen, werden Kant nicht gerecht. Ein wichtiges Argument Kants ist, dass die tatsächlichen Folgen einer Handlung nicht mit Sicherheit abzusehen sind. Fraglich ist insbesondere, wer bestimmt, wann ein Rechtsbruch zu rechtfertigen ist. Im Interesse einer funktionierenden Gesellschaft, die auf die Einhaltung moralischer Regeln angewiesen ist, kann dies keiner Willkür unterliegen. Dies wird zum Beispiel bedeutsam bei der Frage eines Widerstandsrechts (siehe auch Radbruchsche Formel). So hat auch die Rechtsprechung im Daschner-Prozess bei der Entführung von Jakob von Metzler selbst die Androhung von Folter (als bewusst vorgebrachte Lüge des Polizisten zum Zweck, ein Geständnis zu erzwingen) bei aller Sympathie für das Entführungsopfer als nicht legitim beurteilt.
Heiner F. Klemme hat einen systematischen Überblick zur neueren Interpretation der Position Kants zusammengestellt und dabei sieben Typen der Lesart zu Kant herausgearbeitet.
- Kants Ableitung des absoluten Lügenverbotes ist überzeugend, wenn man nur seine Problemstellung hinreichend deutlich umreißt und seine Argumentation detailliert nachvollzieht. (Julius Ebbinghaus, Hans Wagner, Georg Geismann, Hariolf Oberer)
- Kants Ableitung des absoluten Lügenverbotes ist unvereinbar mit seinen eigenen moralphilosophischen Prämissen. In anderen Schriften Kants finden sich aber Folgerungen, die weniger rigoristisch und mit seinen Prämissen vereinbar sind. (Herbert Paton, Sally Sedgwick, Otfried Höffe)
- Kants Ableitung des absoluten Lügenverbotes folgt zwar aus bestimmten Formeln des kategorischen Imperativs, nicht jedoch aus der Naturgesetzformel. Mit Kant kann gegen Kants Rigorismus argumentiert werden. (Christine Korsgaard, Barbara Herman)
- Kants Ableitung des absoluten Lügenverbotes folgt aus dem kategorischen Imperativ. Diese Ableitung ist in ihrer Strenge jedoch ebenso unhaltbar wie der kategorische Imperativ selbst. Der Sinn des kategorischen Imperativs kann durch neue Verfahren der Universalisierung gerettet werden. (Marcus Singer, Günther Patzig, Matthias Kettner)
- Kants Ableitung des absoluten Lügenverbotes folgt nicht aus dem kategorischen Imperativ (T. C. Williams)
- Kants kategorischer Imperativ ist unhaltbar und seine Ableitung eines generellen Lügenverbots ist es selbstverständlich auch. (Georg Wilhelm Friedrich Hegel und andere, s. o.)
- Kants These des absoluten Lügenverbots ist zutreffend, aber ihre Begründung folgt nicht (bzw. nicht nur) aus dem kategorischen Imperativ.